# Régusse
Régusse är en kommun i departementet Var i regionen Provence-Alpes-Côte d'Azur i sydöstra Frankrike. Kommunen ligger i kantonen Tavernes som tillhör arrondissementet Brignoles. År 2022 hade Régusse 2 403 invånare.

## Befolkningsutveckling
Antalet invånare i kommunen Régusse
| Referens: INSEE |